# Роберт де Комін
Роберт де Комін (англ. Robert de Comines) — короткий час був графом Нортумбрії. 
Один з послідовників Вільгельма Завойовника, що після усунення від влади Госпатріка був 1068 року як новопризначений граф відісланий з військом на північ. На початку 1069 року він з 700 вояків дістався Дарема, де місцевий єпископ Етельвін попередив де Коміна, що проти норманів збирається військо місцевих феодалів. Той зігнорував попередження, та 28 січня 1069 року повстанці увійшли в Дарем, повбивали багатьох норманів на вулицях і підпалили будинок єпископа, де перебував сам де Комін, і той загинув у вогні.
Нащадки Роберта де Коміна переселились до Шотландії та поступово стали однією з провідних родин серед місцевої аристократії.